# Himmelsröschen
Das Himmelsröschen (Silene coeli-rosa) ist eine Pflanzenart aus der Gattung der Leimkräuter (Silene) innerhalb der Familie der Nelkengewächse (Caryophyllaceae).

## Beschreibung

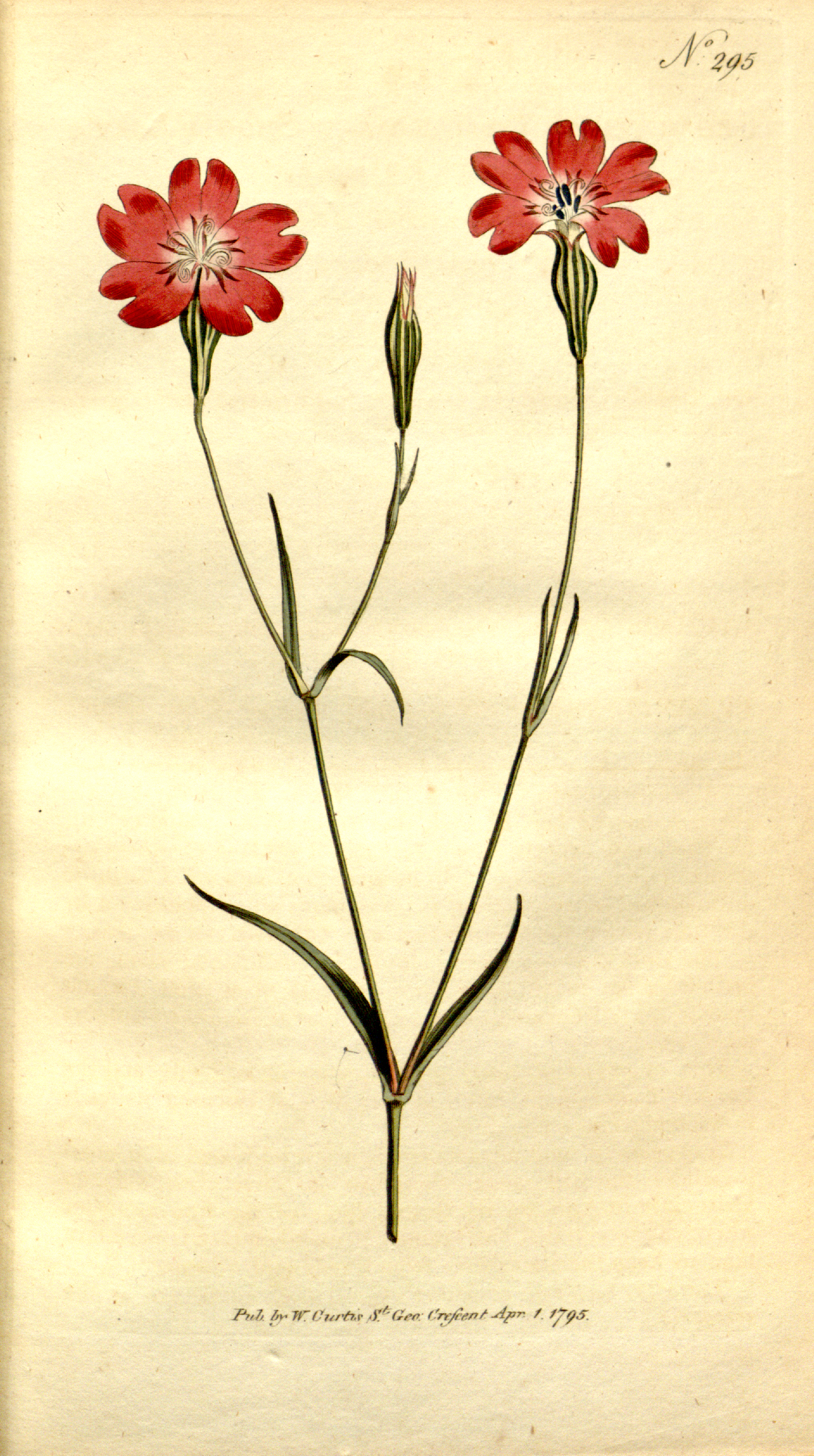
Illustration aus The Botanical Magazine, Volume 9,
1795, Tafel 295

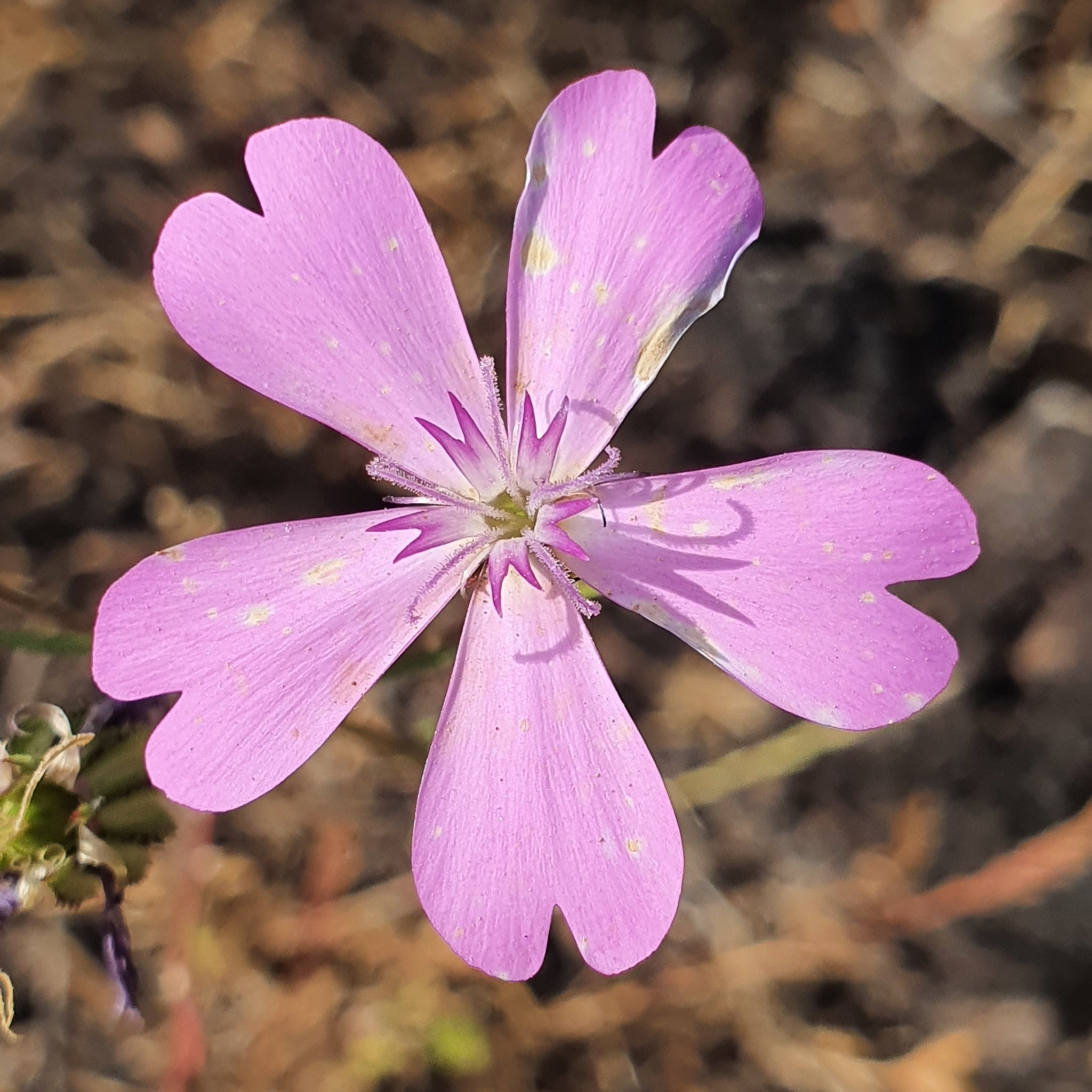
Blüte im Detail

### Vegetative Merkmale
Das Himmelsröschen ist eine einjährige krautige Pflanze, die Wuchshöhen von 30 bis 70 Zentimeter erreicht. Die oberirdischen Pflanzenteile sind kahl.
Die gegenständig am Stängel angeordneten Laubblätter sind linealisch-lanzettlich und hell- oder graugrün.

### Generative Merkmale
Der Blütenstand ist locker und nicht dichtblütig.
Die Blüten sind bei einem Durchmesser von bis zu 4 Zentimetern radiärsymmetrisch. Der Kelch ist 1,5 bis 2,8 Zentimeter lang. Die Kelchzähne sind gespreizt und lang zugespitzt. Der Kelch ist zur Fruchtzeit am oberen Ene etwas eingeschnürt. Die Kronblätter sind zweispaltig und einfarbig rosafarben, rot, violettblau oder weiß, bei Sorten kann der Schlund heller oder dunkler sein.
Die Fruchtstiele sind aufrecht. Die Kapselfrucht ist 7 bis 17 Millimeter lang. Der Karpophor ist 5 bis 12 Millimeter lang und kahl.
Die Chromosomenzahl beträgt 2n = 24.

## Vorkommen
Das Himmelsröschen kommt in Südwesteuropa, im nordwestlichen Afrika und auf den Kanarischen Inseln vor. Es gedeiht auf trockenen Hängen und in Gebüschen. Es hat ursprüngliche Vorkommen in Marokko, Algerien, Tunesien, Portugal, Spanien, Italien. Korsika, Sardinien, Sizilien, Malta und in Serbien. In Frankreich ist die Ursprünglichkeit zweifelhaft. In Schweden, Großbritannien, Ungarn, Kroatien, Albanien und im Gebiet von Syrien und Libanon kommt sie eingeschleppt vor.

## Systematik
Die Erstveröffentlichung erfolgte 1753 unter dem Namen (Basionym) Agrostemma coeli-rosa durch Carl von Linné in Species Plantarum, Tomus I, Seite 436. Die Neukombination zu Silene coeli-rosa (L.) Godr. wurde 1847 durch Dominique Alexandre Godron in Observations critiques sur l'inflorescence considérée comme base d'un arrangement méthodique des espéces du genre Silene. Seite 42 veröffentlicht. Weitere Synonyme für Silene coeli-rosa (L.) Godr. sind: Coronaria coeli-rosa (L.) Fr. ex Heynh., Eudianthe coeli-rosa (L.) Endl., Pontinia coeli-rosa (L.) Fr., Lychnis coeli-rosa (L.) Desr., Lychnidia coeli-rosa (L.) Pomel.
Innerhalb der großen Gattung Silene wird Silene coeli-rosa in die Sektion Eudianthe (Aiton) Godr. gestellt, die manchmal auch als eigene Gattung Eudianthe (Rchb.) Rchb. angesehen wird. 

## Nutzung
Das Himmelsröschen wird zerstreut als Zierpflanze für Sommerblumenbeete und Rabatten sowie als Schnittblume genutzt. Das Himmelsröschen ist mindestens seit 1687 in Kultur.